# Sanasar Oganisean
Sanasar Oganisean (n. 5 februarie 1960, Moscova, RSFS Rusă, URSS) este un luptător ce a reprezentat Uniunea Republicilor Sovietice Socialiste, medaliat olimpic. A participat la o ediție a Jocurilor Olimpice (1980) în care a câștigat o medalie de aur.

## Participări
Lista de mai jos prezintă principalele competiții la care a participat Sanasar Oganisean de-a lungul carierei.
- wrestling at the 1980 Summer Olympics – men's freestyle 90 kg[*]